# Famille Brockhausen
Cette page explique l’histoire ou répertorie les différents membres de la famille von Brockhausen.
La famille Brockhausen (von Brockhausen ou Brochausen ou Brockhusen en allemand ; Брокгаузен en russe) est une ancienne famille de la noblesse germano-balte et russe. Elle n'a pas de lien avec les familles homonymes de Basse-Saxe et de Poméranie.

## Histoire
Il est documenté dans les archives de la chevalerie (Ritterbanks-Protokoll) du duché de Courlande et de Zemgale qu'en date du 30 juillet 1631 la famille Brockhausen est inscrite en première classe. La première classe était réservée aux familles pouvant justifier, preuves à l'appui, leur ancienne noblesse. 
La famille Brockausen de la Baltique est très probablement originaire de Brilon, dans le comté d'Arnsberg (de) en Westphalie. Georg Gottfried von Brockhausen, magistrat de Riga, seigneur de Dalholm et Neuhoff, est intégré à la noblesse du Saint-Empire le 29 février 1748. Par Fedor Fedorovich von Brockhausen, « de la noblesse de Courlande, originaire de la ville de Talsi », officier, la famille von Brockhausen est incluse en 1857 dans la IIe partie de la "Liste des nobles de la province de Poltava".
L'arbre généalogique peut être expliqué comme suit:
Heinrich von Brochausen (fl. 1258)
- Godescalk ou Gottschalk (fl. 1277), chevalier von Brochusen, juge à Brilon.
  - Conrad von Brockhusen (um 1400), chevalier et juge à Brilon.
    - Godescalk (fl. 1417)
      - Johann von Brockhusen († 1473)
        - Hildebrand von Brockhausen, seigneur de Ost- et Westwick (vers 1507)
          - Johann von Brockhausen. Il déménage en Livonie depuis Brilon, en Westphalie[6]. On le retrouve dès 1561 dans le duché de Courlande.
            - Hillebrand von Brockhausen (fl. 1532), époux de Anna von Grotthaus, également originaire d'une famille de Westphalie installée dans les États baltes.
              - Johann von Brockhausen, poursuit la filiation en Livonie.

Lignée de Livonie:
- Johann Brockhausen
  - Wilhelm Brockhausen (entre 1595 et 1650)
    - Gotthard Johann Brockhausen (vers 1660, Mitau - 1714, Riga) ∞ Barbara Wittenberg (1662°, Riga)
      - Georg Gottfried von Brockhausen (1701 - † 1752, Riga)[7],[8], consul (Ältermann) (1742) puis conseiller de Riga (1743), Chevalier impérial (Reichsritter) (1748). Seigneur-châtelain de Dole (Doles pils).
        - Johann Georg Gottfried von Brockhausen (1708-1764), lieutenant, dernier membre de la lignée de Livonie.

Autres membres:
- Wolmar Brockhusen (fl. 1548), conseiller de Tallinn.
- Anthony Brockhausen (1580−1628), conseiller de Kiel.
- Paul Brockhausen (1632−1709), conseiller puis maire de Riga.
- Paul Brockhausen (1662−1717), conseiller de Riga, bailli.
- Johann Brockhausen (1671−1710), diacre et pasteur de la cathédrale de Riga.
- Paul Brockhausen (1695−1743), conseiller de Riga.
- Adam Heinrich Brockhausen (1713−1787), conseiller de Tallinn.
- Christian Wilhelm von Brockhusen (1768−1842), pasteur d'Ikšķile-Salaspils, prévôt du comté de Riga, il participe à la rédaction de la loi sur l'Église de 1832.
- Johann Berend Brockhausen (1787−1836), marchand, citoyen d'honneur héréditaire et maire de Kuressaare, châtelain.
- Adolph Joachim Carl Brockhausen (1839−1896), industriel, propriétaire, premier courtier de Tallinn
- Ralf Brockhausen (de)  (1898−1945), SS-Standartenführer, membre du NSDAP, membre du Parlement allemand.